# Sylvilagus aquaticus
Il coniglio delle paludi (Sylvilagus aquaticus Bachman, 1837) è un grosso silvilago diffuso nelle paludi e nelle aree umide degli Stati Uniti meridionali.

## Descrizione
S. aquaticus è simile nell'aspetto ad altri silvilaghi, nonostante sia uno dei membri più grandi del genere. È di colore generalmente bruno, con la parte inferiore della sua tozza coda di colore bianco. I membri adulti di questa specie, sia maschi che femmine, pesano tra gli 1,5 e i 2,7 kg. Per i conigli è una cosa insolita che la femmina pesi quanto il maschio.

## Alimentazione ed ecologia

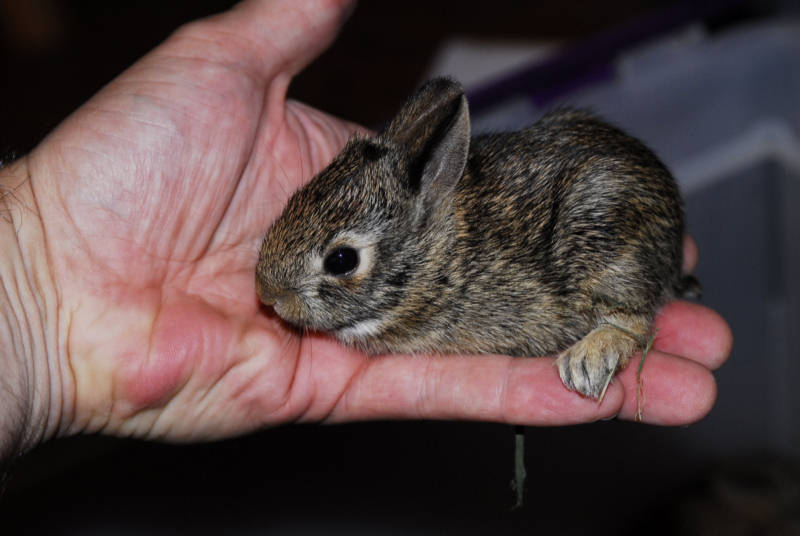
Giovane esemplare

Il coniglio delle paludi si nutre di cannucce di palude e delle piante ed erbe originarie del suo habitat palustre. Nidifica sul terreno, in piccole tane costruite con piante secche e foderate con il proprio pelo. Se inseguito da un predatore, il coniglio di palude può correre a velocità superiori ai 72 km all'ora, solitamente zig-zagando da una parte all'altra per confondere l'aggressore.
S. aquaticus è un ottimo nuotatore e viene spesso visto attraversare torrenti, stagni e fiumi. Inoltre, questo silvilago semi-acquatico ha l'abitudine di nascondersi dai predatori immergendosi in acque basse: in questo caso, tiene fuori dalla superficie solo il naso, per respirare.

## L'incidente di Carter

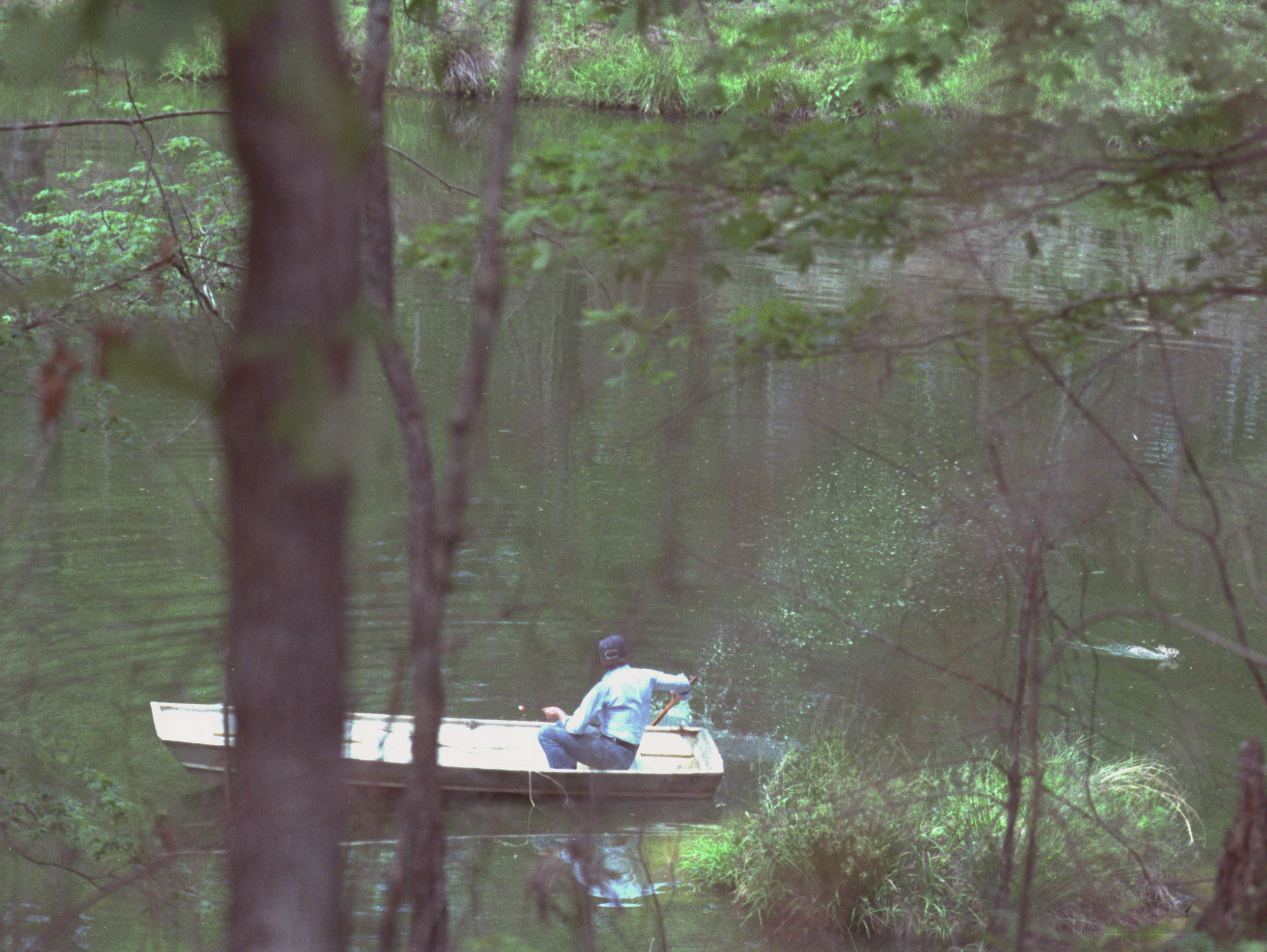
L'incontro di Jimmy Carter con un coniglio delle paludi

Nel 1979 il coniglio delle paludi ebbe il suo momento di notorietà quando un esemplare ebbe un incontro ravvicinato con Jimmy Carter. Nell'aprile di quell'anno, il Presidente stava pescando in un piccolo stagno della sua tenuta quando un coniglio delle paludi, visibilmente agitato, si avvicinò alla sua imbarcazione e tentò di salirvi a bordo. Carter iniziò a sbattere la pagaia sull'acqua allo scopo di dissuaderlo dal nuotare verso di lui. La stampa soprannominò questo esemplare «Coniglio Assassino», in onore del violento coniglio del film Monty Python e il Sacro Graal.